# Test di Stamey
Il test di Stamey (chiamato anche test dei quattro bicchieri) è un test di tipo urologico utile per la diagnosi della prostatite cronica. Il test si è gradualmente imposto come metodo standard per la valutazione dei fatti infiammatori e la presenza di batteri nel tratto urinario inferiore degli uomini che presentano la sindrome da prostatite cronica. Tuttavia un gran numero di urologi non ricorre al test abitudinariamente nella pratica quotidiana sia per il tempo che richiede la sua esecuzione, sia per le difficoltà ad essa connesse.

## Storia
Il test venne descritto per la prima volta da Meares e Stamey nel 1968

## Indicazioni
La prova di Meares e Stamey è ormai considerata il “gold standard” tra le possibili metodiche per effettuare la diagnosi di prostatite. È un test frazionato delle basse vie urinarie e viene utilizzato per elaborare una diagnosi grazie alle informazioni ricevute dalla raccolta di campioni di urina e secreto prostatico (EPS).
Poiché spesso gli urologi non ricorrono alla esecuzione della prova a causa della sua complessità e lunghezza in letteratura sono state proposte alcune procedure semplificate.

## Procedura ed interpretazione
La prova comporta la raccolta di campioni di urina in sequenza, prima e dopo il massaggio prostatico, e di liquido prostatico durante il massaggio prostatico. Tale liquido prostatico viene utilizzato per eseguire delle colture prostatiche.
VB1 (VB è l'acronimo inglese di "voided bladder") rappresenta i primi 10 ml di urine che vengono raccolte al mattino ed è rappresentativo di una infezione a livello uretrale in quanto può raccogliere eventuali microorganismi presenti a questo livello.
VB2 viene raccolto subito dopo VB1, è considerato il cosiddetto “mitto intermedio”, e può rivelare la presenza di batteri patogeni in vescica.

Una volta raccolto il campione VB2, l'urologo effettua un massaggio prostatico al paziente in esame, introducendo un dito nel retto ed esercitando una gentile pressione sulla prostata, dai margini laterali verso la porzione centro-apicale della ghiandola. Il massaggio prostatico può indurre la fuoriuscita di alcune gocce di secrezioni prostatiche e questo campione viene definito EPS (acronimo inglese di "expressed prostatic secretion").

VB3 infine viene raccolto una volta completato il massaggio prostatico. Le urine VB3 possono essere considerate urine di lavaggio dell'uretra e quindi possono veicolare ulteriore materiale prostatico.
Il test è considerato positivo quando si riscontra un numero elevato di leucociti nel liquido prostatico (EPS) oppure in un campione di urine raccolto dopo aver eseguito il massaggio prostatico (VB3). Il numero di leucociti viene confrontato con quello riscontrato nell'urina del primo getto (VB1) ed alla metà del flusso urinario (VB2).
Poiché anche i soggetti normali hanno un basso numero di leucociti nel loro liquido prostatico (EPS), il test viene considerato positivo quando sono presenti almeno 10 leucociti per ogni campo ad alto ingrandimento (40X).
La prova è anche nota come “test dei quattro bicchieri” proprio perché si raccolgono i quattro campioni sopra citati, (VB1, VB2, EPS, VB3), che a completamento dello studio sono anche sottoposti ad esame batteriologico.
Le colture consentono un confronto tra i livelli quantificabili di batteri nella prostata e quelli riscontrabili in uretra.
Se gli agenti patogeni si trovano solo nel fluido prostatico (EPS o VB3) o se l'importo totale dei patogeni nel liquido prostatico è 10 volte i livelli trovati nell'uretra (VB1 o VB2 se positivi), si considera che il paziente abbia una prostatite batterica cronica.
La positività della ricerca batterica nelle urine post massaggio prostatico è indicativa per l'infezione delle vie seminali.